# Australian Ballet School
L'Australian Ballet School è stata fondata nel 1964 come struttura di addestramento primaria per The Australian Ballet di Dame Margaret Scott. Fa parte dell'Australian Ballet Centre, che si trova nel Melbourne Arts Precinct, Southbank a Melbourne, Victoria. È membro della Australian Roundtable for Arts Training Excellence.

## A proposito della scuola
L'Australian Ballet Company attinge il 95% dei suoi ballerini dalla Scuola e molti diplomati ballano come ballerini principali e solisti in tutto il mondo.
Vengono offerti:
- Un corso di otto anni dall'età di dieci anni per studenti dotati.
- Il Programma Dopo Scuola (Livelli 1-3), per studenti tra 10 e 13 anni. Le lezioni si svolgono dopo l'orario scolastico e il sabato.
- Formazione Interstate/International (livelli 1-4), per studenti tra 8 e 14 anni che sono dotati nel ballo, ma sono interstatali o internazionali come residenza. Ci sono solo posti limitati nel livello 4 per gli studenti dotati che non sono ancora pronti per uscire di casa.
- Programma a tempo pieno (livelli 4-8), per studenti tra 13 e 19 anni. Il livello 4 viene preso in concomitanza con l'anno accademico 9 al Victorian College of the Arts Secondary School-VCASS (di fronte all'Australian Ballet Centre). La metà della giornata consiste in lezioni di ballo e l'altra metà in lezioni accademiche, dal lunedì al venerdì. Mezza giornata di lezioni di ballo il sabato.

## Processo di audizione
Una volta all'anno, l'Australian Ballet School effettua audizioni preliminari per il programma After School (studenti di 10-13 anni), l'Interstate Training Program (studenti di età compresa tra 8 e 14 anni) e il programma a tempo pieno (studenti di età compresa tra 13 anni) a Melbourne, Sydney, Brisbane, Adelaide e Perth.
Le audizioni preliminari prevedono un breve esame fisico, per valutare se il ballerino è fisicamente adatto per una carriera nel balletto classico e una lezione di danza classica, fatta in modo che il ballerino possa dimostrare naturale coordinazione e musicalità. I candidati aventi successo per il programma After School e Interstate/International Training Program vengono notificati nelle settimane successive a queste audizioni locali. Per il programma a tempo pieno, si svolge a Melbourne una settimana delle finali nazionali. Questo è un processo di audizione intensivo. I finalisti trascorrono tre giorni esaminati dagli insegnanti di danza, dai dottori e fisioterapisti della Scuola per determinare la loro idoneità allo studio a tempo pieno e una carriera nel balletto classico. Gli studenti interstatali o internazionali possono inizialmente fare un'audizione per video per il programma a tempo pieno. In caso di successo, verrà loro chiesto di fare un provino a Melbourne durante la settimana delle finali nazionali. I candidati selezionati vengono avvisati nelle quindici settimane successive alle finali nazionali.
L'audizione per il programma a tempo pieno coinvolge una classe semplice in cui le istruzioni impartite da un funzionario dell'Australian Ballet School sono facili da capire e da seguire. Se quel giorno sono ritenuti idonei, vengono quindi invitati a trascorrere tre giorni di esame tramite le classi. È allora che la scuola decide se è disposta a offrire al richiedente un posto nella scuola.

## The Dancers Company
The Dancers Company è stata fondata nel 1980 come parte integrante dell'Australian Ballet sotto la direzione del direttore artistico associato. Gli studenti dell'Anno dei diplomati (livello 8) che soddisfano gli standard di danza richiesti vengono selezionati per esibirsi con la compagnia in tutta l'Australia regionale.